# Spookdier

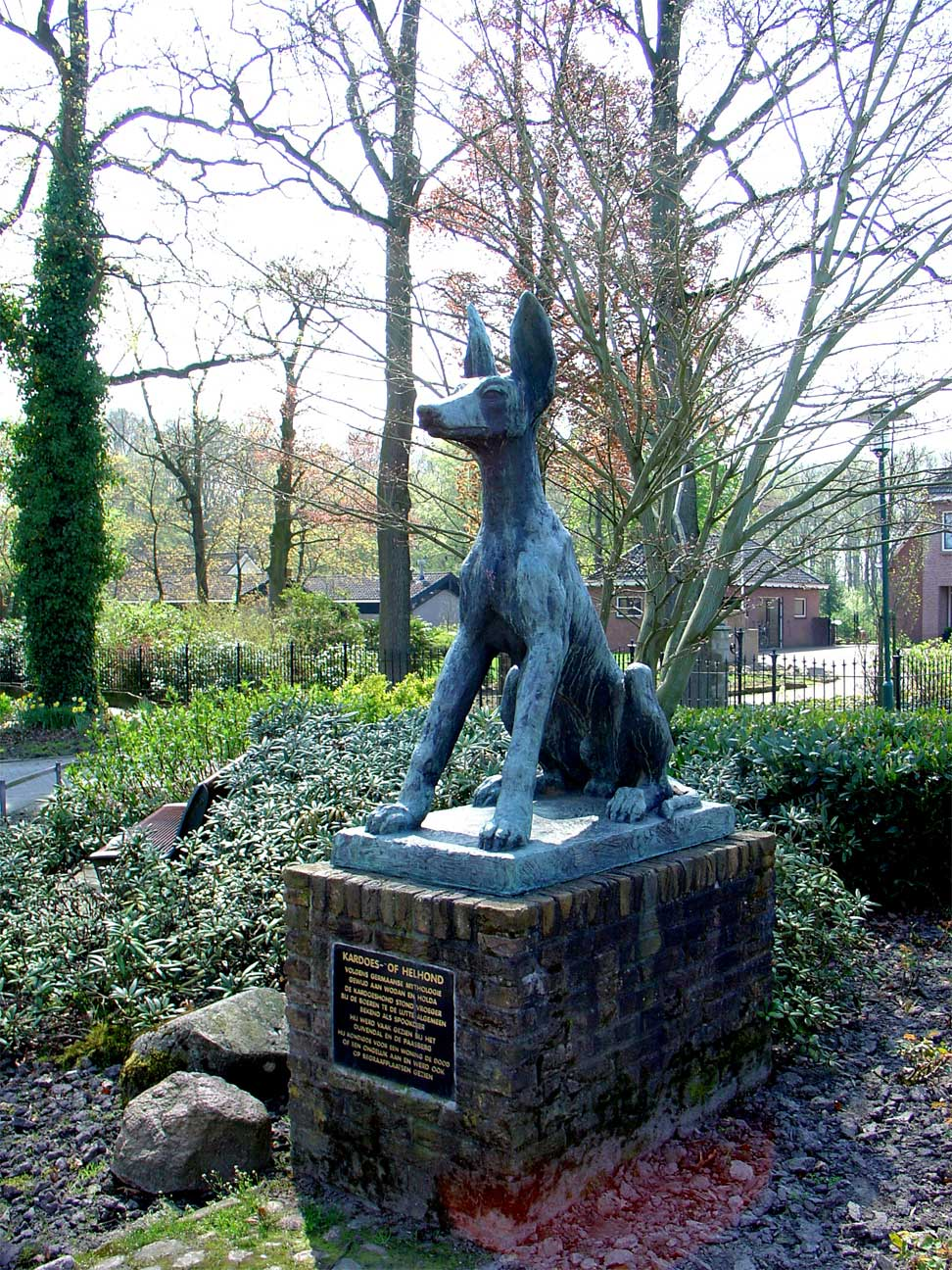
De hel(le)hond door Pieter de Monchy in De Lutte

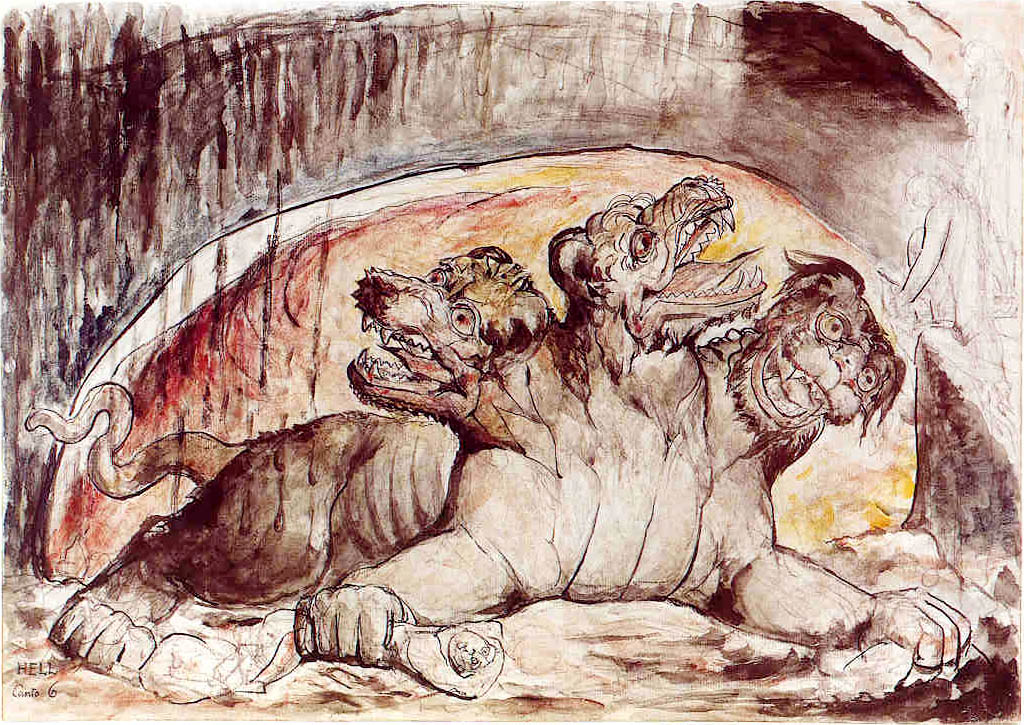
Cerberus

Spookdieren komen veel voor in sagen. Over de hele wereld komen verhalen voor over spookdieren. Meestal wordt het geassocieerd met de duivel en de dood. Er kan over bestaande dieren gesproken worden, maar ook fantasie dieren of een combinatie ervan. Spookdieren jagen angst aan of verleiden je om mee te gaan.
In Nederlandstalige sagen komen het spookveulen, de spookhaas, de spookkat en de hellehond het meest voor. Zie ook nachtmerrie en spook.

## Voorbeelden in Nederland
- In de plaats De Lutte in Twente staat een bronzen beeld van een Hellehond, gemaakt door de beeldhouwer Pieter de Monchy. Dit spookdier zou ooit de omgeving onveilig hebben gemaakt. Het mysterie Geheim van Hades is deels gebaseerd op deze klassieke sage en vertellingen uit de Lutte.
- In Nuland is een spookbig, deze klopte op ramen en deuren en was niet te vangen.
- In Lith was een snoek zo groot als een paard in de Maas. Het dier moet al 800 jaar rondzwemmen als het na een overstroming in een van de wielen terechtkomt. Een menigte ziet hoe het dier een man verslindt die hem probeert te vangen met een boot, twee andere mannen worden op de kant gesmeten. Men probeerde het dier nooit weer te vangen, men kan soms aan het water zien dat het dier ademhaalt.
- In Grave was er een ezel met een ijzeren poot die van ver te horen was. Als mensen met de ezel spotten, krijgen ze op weg naar huis een trap van het dier. Een grafkruis is het teken van de echtheid van het dier.
- In Cabauw spookte het ijzeren veulen. Het had de gedaante van een veulen, maar het maakte een vreselijk lawaai, net of het vol ijzer zat en of alle gewrichten van ijzeren scharnieren waren.

## Spookdieren in oude beschavingen
Ook oude beschavingen kenden dieren die met de dood te maken hadden.
De oude Egyptenaren kende vele goden met een dierenkop. Anubis werd afgebeeld als een zwarte jakhals of met een menselijk lichaam en een jakhalskop. Hij had veel met de dood te maken. Hij zou het hart van de dode wegen met een veer. Het hart woog zwaarder als je in je leven slecht had geleefd. Was de veer zwaarder dan het hart, dan had je de test doorstaan. Ook was Anubis de God van balseming, en beschermde de begraafplaatsen en de doden.
De Griekse mythologie kent Kerberos of Cerberus; het is een zwarte veelkoppige hellehond, die de rivier de Styx bewaakte bij het dodenrijk. Hij verwelkomt de nieuwkomers in het dodenrijk zeer vriendelijk maar bewaakt de toegang tot de onderwereld zodat niemand daaruit kan terugkomen.
In de Noordse mythologie bewaakt Garmr de poort van de onderwereld waar Hel regeert.
De Azteken kenden de god Xotol. Hij was een god en had een hondenkop. Ook deze god had met de dood te maken.